# Lista ceremonii wręczenia Oscarów

Statuetka Oscara

Lista ceremonii wręczenia Oscarów – lista ceremonii wręczenia Nagród Akademii Filmowej (znanych jako Oscary), amerykańskich nagród filmowych przyznawanych przez Amerykańską Akademię Sztuki i Wiedzy Filmowej (AMPAS). Lista zawiera informacje o ich datach,  laureatach w najważniejszej kategorii, najlepszy film, prowadzących, miejscach, kanałach telewizyjnych i oglądalności w Stanach Zjednoczonych.

## Lista
Opracowano na podstawie listy na stronie internetowej Oscarów.

| Nr  | Data              | Najlepszy film                     | Prowadzący                                                                    | Miejsce                                                              | Kanał telewizyjny (USA) | Oglądalność (USA) |
| --- | ----------------- | ---------------------------------- | ----------------------------------------------------------------------------- | -------------------------------------------------------------------- | ----------------------- | ----------------- |
| 1.  | 16 maja 1929      | Skrzydła                           | Douglas Fairbanks                                                             | The Hollywood Roosevelt Hotel, Los Angeles                           | —                       | brak informacji   |
| 2.  | 3 kwietnia 1930   | Melodia Broadwayu                  | William C. deMille                                                            | Ambassador Hotel, Los Angeles                                        | —                       | brak informacji   |
| 3.  | 5 listopada 1930  | Na Zachodzie bez zmian             | Conrad Nagel                                                                  | Ambassador Hotel, Los Angeles                                        | —                       | brak informacji   |
| 4.  | 10 listopada 1931 | Cimarron                           | Lawrence Grant                                                                | Biltmore Hotel, Los Angeles                                          | —                       | brak informacji   |
| 5.  | 18 listopada 1932 | Ludzie w hotelu                    | Lionel Barrymore Conrad Nagel                                                 | Ambassador Hotel, Los Angeles                                        | —                       | brak informacji   |
| 6.  | 16 marca 1934     | Kawalkada                          | Will Rogers                                                                   | Ambassador Hotel, Los Angeles                                        | —                       | brak informacji   |
| 7.  | 27 lutego 1935    | Ich noce                           | Irvin S. Cobb                                                                 | Biltmore Hotel, Los Angeles                                          | —                       | brak informacji   |
| 8.  | 5 marca 1936      | Bunt na Bounty                     | Frank Capra                                                                   | Biltmore Hotel, Los Angeles                                          | —                       | brak informacji   |
| 9.  | 4 marca 1937      | Wielki Ziegfeld                    | George Jessel                                                                 | Biltmore Hotel, Los Angeles                                          | —                       | brak informacji   |
| 10. | 10 marca 1938     | Życie Emila Zoli                   | Bob Burns                                                                     | Biltmore Hotel, Los Angeles                                          | —                       | brak informacji   |
| 11. | 23 lutego 1939    | Cieszmy się życiem                 | Frank Capra                                                                   | Biltmore Hotel, Los Angeles                                          | —                       | brak informacji   |
| 12. | 29 lutego 1940    | Przeminęło z wiatrem               | Bob Hope                                                                      | Ambassador Hotel (Cocoanut Grove), Los Angeles                       | —                       | brak informacji   |
| 13. | 27 lutego 1941    | Rebeka                             | Bob Hope                                                                      | Biltmore Hotel (Biltmore Bowl), Los Angeles                          | —                       | brak informacji   |
| 14. | 26 lutego 1942    | Zielona dolina                     | Bob Hope                                                                      | Biltmore Hotel (Biltmore Bowl), Los Angeles                          | —                       | brak informacji   |
| 15. | 4 marca 1943      | Pani Miniver                       | Bob Hope                                                                      | Ambassador Hotel (Cocoanut Grove), Los Angeles                       | —                       | brak informacji   |
| 16. | 2 marca 1944      | Casablanca                         | Jack Benny                                                                    | Grauman’s Chinese Theatre, Los Angeles                               | —                       | brak informacji   |
| 17. | 15 marca 1945     | Idąc moją drogą                    | Bob Hope John Cromwell                                                        | Grauman’s Chinese Theatre, Los Angeles                               | —                       | brak informacji   |
| 18. | 7 marca 1946      | Stracony weekend                   | Bob Hope James Stewart                                                        | Grauman’s Chinese Theatre, Los Angeles                               | —                       | brak informacji   |
| 19. | 13 marca 1947     | Najlepsze lata naszego życia       | Jack Benny                                                                    | Shrine Auditorium, Los Angeles                                       | —                       | brak informacji   |
| 20. | 20 marca 1948     | Dżentelmeńska umowa                | Agnes Moorehead Dick Powell                                                   | Shrine Auditorium, Los Angeles                                       | —                       | brak informacji   |
| 21. | 24 marca 1949     | Hamlet                             | Robert Montgomery                                                             | The Academy Theater, West Hollywood                                  | —                       | brak informacji   |
| 22. | 23 marca 1950     | Gubernator                         | Paul Douglas                                                                  | Pantages Theatre, Los Angeles                                        | —                       | brak informacji   |
| 23. | 29 marca 1951     | Wszystko o Ewie                    | Fred Astaire                                                                  | Pantages Theatre, Los Angeles                                        | —                       | brak informacji   |
| 24. | 20 marca 1952     | Amerykanin w Paryżu                | Danny Kaye                                                                    | Pantages Theatre, Los Angeles                                        | —                       | brak informacji   |
| 25. | 19 marca 1953     | Największe widowisko świata        | Bob Hope Conrad Nagel                                                         | Pantages Theatre, Los Angeles / NBC International Theatre, Nowy Jork | NBC                     | brak informacji   |
| 26. | 25 marca 1954     | Stąd do wieczności                 | Donald O’Connor Fredric March                                                 | Pantages Theatre, Los Angeles / NBC Century Theatre, Nowy Jork       | NBC                     | brak informacji   |
| 27. | 30 marca 1955     | Na nabrzeżach                      | Bob Hope Thelma Ritter                                                        | Pantages Theatre, Los Angeles / NBC Century Theatre, Nowy Jork       | NBC                     | brak informacji   |
| 28. | 21 marca 1956     | Marty                              | Jerry Lewis Claudette Colbert Joseph L. Mankiewicz                            | Pantages Theatre, Los Angeles / NBC Century Theatre, Nowy Jork       | NBC                     | brak informacji   |
| 29. | 27 marca 1957     | W 80 dni dookoła świata            | Jerry Lewis Celeste Holm                                                      | Pantages Theatre, Los Angeles / NBC Century Theatre, Nowy Jork       | NBC                     | brak informacji   |
| 30. | 26 marca 1958     | Most na rzece Kwai                 | Bob Hope David Niven James Stewart Jack Lemmon Rosalind Russell Kaczor Donald | Pantages Theatre, Los Angeles                                        | NBC                     | brak informacji   |
| 31. | 6 kwietnia 1959   | Gigi                               | Bob Hope David Niven Tony Randall Mort Sahl Laurence Olivier Jerry Lewis      | Pantages Theatre, Los Angeles                                        | NBC                     | brak informacji   |
| 32. | 4 kwietnia 1960   | Ben-Hur                            | Bob Hope                                                                      | Pantages Theatre, Los Angeles                                        | NBC                     | brak informacji   |
| 33. | 17 kwietnia 1961  | Garsoniera                         | Bob Hope                                                                      | Santa Monica Civic Auditorium, Santa Monica                          | ABC                     | brak informacji   |
| 34. | 9 kwietnia 1962   | West Side Story                    | Bob Hope                                                                      | Santa Monica Civic Auditorium, Santa Monica                          | ABC                     | brak informacji   |
| 35. | 8 kwietnia 1963   | Lawrence z Arabii                  | Frank Sinatra                                                                 | Santa Monica Civic Auditorium, Santa Monica                          | ABC                     | brak informacji   |
| 36. | 13 kwietnia 1964  | Przygody Toma Jonesa               | Jack Lemmon                                                                   | Santa Monica Civic Auditorium, Santa Monica                          | ABC                     | brak informacji   |
| 37. | 5 kwietnia 1965   | My Fair Lady                       | Bob Hope                                                                      | Santa Monica Civic Auditorium, Santa Monica                          | ABC                     | brak informacji   |
| 38. | 18 kwietnia 1966  | Dźwięki muzyki                     | Bob Hope                                                                      | Santa Monica Civic Auditorium, Santa Monica                          | ABC                     | brak informacji   |
| 39. | 10 kwietnia 1967  | Oto jest głowa zdrajcy             | Bob Hope                                                                      | Santa Monica Civic Auditorium, Santa Monica                          | ABC                     | brak informacji   |
| 40. | 10 kwietnia 1968  | W upalną noc                       | Bob Hope                                                                      | Santa Monica Civic Auditorium, Santa Monica                          | ABC                     | brak informacji   |
| 41. | 14 kwietnia 1969  | Oliver!                            | —                                                                             | Dorothy Chandler Pavilion, Los Angeles                               | ABC                     | brak informacji   |
| 42. | 7 kwietnia 1970   | Nocny kowboj                       | —                                                                             | Dorothy Chandler Pavilion, Los Angeles                               | ABC                     | brak informacji   |
| 43. | 15 kwietnia 1971  | Patton                             | —                                                                             | Dorothy Chandler Pavilion, Los Angeles                               | NBC                     | brak informacji   |
| 44. | 10 kwietnia 1972  | Francuski łącznik                  | Helen Hayes Alan King Sammy Davis Jr. Jack Lemmon                             | Dorothy Chandler Pavilion, Los Angeles                               | NBC                     | brak informacji   |
| 45. | 27 marca 1973     | Ojciec chrzestny                   | Carol Burnett Michael Caine Charlton Heston Rock Hudson                       | Dorothy Chandler Pavilion, Los Angeles                               | NBC                     | brak informacji   |
| 46. | 2 kwietnia 1974   | Żądło                              | John Huston Burt Reynolds David Niven Diana Ross                              | Dorothy Chandler Pavilion, Los Angeles                               | NBC                     | 44,71 mln         |
| 47. | 8 kwietnia 1975   | Ojciec chrzestny II                | Sammy Davis Jr. Bob Hope Shirley MacLaine Frank Sinatra                       | Dorothy Chandler Pavilion, Los Angeles                               | NBC                     | 48,13 mln         |
| 48. | 29 marca 1976     | Lot nad kukułczym gniazdem         | Goldie Hawn Gene Kelly Walter Matthau George Segal Robert Shaw                | Dorothy Chandler Pavilion, Los Angeles                               | ABC                     | 46,75 mln         |
| 49. | 28 marca 1977     | Rocky                              | Warren Beatty Ellen Burstyn Jane Fonda Richard Pryor                          | Dorothy Chandler Pavilion, Los Angeles                               | ABC                     | 39,72 mln         |
| 50. | 3 kwietnia 1978   | Annie Hall                         | Bob Hope                                                                      | Dorothy Chandler Pavilion, Los Angeles                               | ABC                     | 48,50 mln         |
| 51. | 9 kwietnia 1979   | Łowca jeleni                       | Johnny Carson                                                                 | Dorothy Chandler Pavilion, Los Angeles                               | ABC                     | 46,30 mln         |
| 52. | 14 kwietnia 1980  | Sprawa Kramerów                    | Johnny Carson                                                                 | Dorothy Chandler Pavilion, Los Angeles                               | ABC                     | 48,98 mln         |
| 53. | 31 marca 1981     | Zwyczajni ludzie                   | Johnny Carson                                                                 | Dorothy Chandler Pavilion, Los Angeles                               | ABC                     | 39,92 mln         |
| 54. | 29 marca 1982     | Rydwany ognia                      | Johnny Carson                                                                 | Dorothy Chandler Pavilion, Los Angeles                               | ABC                     | 46,25 mln         |
| 55. | 11 kwietnia 1983  | Gandhi                             | Liza Minnelli Dudley Moore Richard Pryor Walter Matthau                       | Dorothy Chandler Pavilion, Los Angeles                               | ABC                     | 53,24 mln         |
| 56. | 9 kwietnia 1984   | Czułe słówka                       | Johnny Carson                                                                 | Dorothy Chandler Pavilion, Los Angeles                               | ABC                     | 42,05 mln         |
| 57. | 25 marca 1985     | Amadeusz                           | Jack Lemmon                                                                   | Dorothy Chandler Pavilion, Los Angeles                               | ABC                     | 38,86 mln         |
| 58. | 24 marca 1986     | Pożegnanie z Afryką                | Alan Alda Jane Fonda Robin Williams                                           | Dorothy Chandler Pavilion, Los Angeles                               | ABC                     | 37,76 mln         |
| 59. | 30 marca 1987     | Pluton                             | Chevy Chase Goldie Hawn Paul Hogan                                            | Dorothy Chandler Pavilion, Los Angeles                               | ABC                     | 37,19 mln         |
| 60. | 11 kwietnia 1988  | Ostatni cesarz                     | Chevy Chase                                                                   | Shrine Auditorium, Los Angeles                                       | ABC                     | 42,22 mln         |
| 61. | 29 marca 1989     | Rain Man                           | —                                                                             | Shrine Auditorium, Los Angeles                                       | ABC                     | 42,62 mln         |
| 62. | 26 marca 1990     | Wożąc panią Daisy                  | Billy Crystal                                                                 | Dorothy Chandler Pavilion, Los Angeles                               | ABC                     | 40,38 mln         |
| 63. | 25 marca 1991     | Tańczący z wilkami                 | Billy Crystal                                                                 | Shrine Auditorium, Los Angeles                                       | ABC                     | 42,73 mln         |
| 64. | 30 marca 1992     | Milczenie owiec                    | Billy Crystal                                                                 | Dorothy Chandler Pavilion, Los Angeles                               | ABC                     | 44,40 mln         |
| 65. | 29 marca 1993     | Bez przebaczenia                   | Billy Crystal                                                                 | Dorothy Chandler Pavilion, Los Angeles                               | ABC                     | 45,74 mln         |
| 66. | 21 marca 1994     | Lista Schindlera                   | Whoopi Goldberg                                                               | Dorothy Chandler Pavilion, Los Angeles                               | ABC                     | 45,08 mln         |
| 67. | 27 marca 1995     | Forrest Gump                       | David Letterman                                                               | Shrine Auditorium, Los Angeles                                       | ABC                     | 48,28 mln         |
| 68. | 25 marca 1996     | Braveheart. Waleczne serce         | Whoopi Goldberg                                                               | Dorothy Chandler Pavilion, Los Angeles                               | ABC                     | 44,87 mln         |
| 69. | 24 marca 1997     | Angielski pacjent                  | Billy Crystal                                                                 | Shrine Auditorium, Los Angeles                                       | ABC                     | 40,08 mln         |
| 70. | 23 marca 1998     | Titanic                            | Billy Crystal                                                                 | Shrine Auditorium, Los Angeles                                       | ABC                     | 55,25 mln         |
| 71. | 21 marca 1999     | Zakochany Szekspir                 | Whoopi Goldberg                                                               | Dorothy Chandler Pavilion, Los Angeles                               | ABC                     | 45,62 mln         |
| 72. | 26 marca 2000     | American Beauty                    | Billy Crystal                                                                 | Shrine Auditorium, Los Angeles                                       | ABC                     | 46,33 mln         |
| 73. | 25 marca 2001     | Gladiator                          | Steve Martin                                                                  | Shrine Auditorium, Los Angeles                                       | ABC                     | 42,94 mln         |
| 74. | 24 marca 2002     | Piękny umysł                       | Whoopi Goldberg                                                               | Kodak Theatre, Los Angeles                                           | ABC                     | 41,78 mln         |
| 75. | 23 marca 2003     | Chicago                            | Steve Martin                                                                  | Kodak Theatre, Los Angeles                                           | ABC                     | 33,05 mln         |
| 76. | 29 lutego 2004    | Władca Pierścieni: Powrót króla    | Billy Crystal                                                                 | Kodak Theatre, Los Angeles                                           | ABC                     | 43,53 mln         |
| 77. | 27 lutego 2005    | Za wszelką cenę                    | Chris Rock                                                                    | Kodak Theatre, Los Angeles                                           | ABC                     | 42,14 mln         |
| 78. | 5 marca 2006      | Miasto gniewu                      | Jon Stewart                                                                   | Kodak Theatre, Los Angeles                                           | ABC                     | 38,94 mln         |
| 79. | 25 lutego 2007    | Infiltracja                        | Ellen DeGeneres                                                               | Kodak Theatre, Los Angeles                                           | ABC                     | 40,18 mln         |
| 80. | 24 lutego 2008    | To nie jest kraj dla starych ludzi | Jon Stewart                                                                   | Kodak Theatre, Los Angeles                                           | ABC                     | 32,02 mln         |
| 81. | 22 lutego 2009    | Slumdog. Milioner z ulicy          | Hugh Jackman                                                                  | Kodak Theatre, Los Angeles                                           | ABC                     | 36,32 mln         |
| 82. | 7 marca 2010      | The Hurt Locker. W pułapce wojny   | Steve Martin Alec Baldwin                                                     | Kodak Theatre, Los Angeles                                           | ABC                     | 41,71 mln         |
| 83. | 27 lutego 2011    | Jak zostać królem                  | James Franco Anne Hathaway                                                    | Kodak Theatre, Los Angeles                                           | ABC                     | 37,92 mln         |
| 84. | 26 lutego 2012    | Artysta                            | Billy Crystal                                                                 | Hollywood and Highland Center, Los Angeles                           | ABC                     | 39,34 mln         |
| 85. | 24 lutego 2013    | Operacja Argo                      | Seth MacFarlane                                                               | Dolby Theatre, Los Angeles                                           | ABC                     | 40,38 mln         |
| 86. | 2 marca 2014      | Zniewolony                         | Ellen DeGeneres                                                               | Dolby Theatre, Los Angeles                                           | ABC                     | 43,63 mln         |
| 87. | 22 lutego 2015    | Birdman                            | Neil Patrick Harris                                                           | Dolby Theatre, Los Angeles                                           | ABC                     | 37,30 mln         |
| 88. | 28 lutego 2016    | Spotlight                          | Chris Rock                                                                    | Dolby Theatre, Los Angeles                                           | ABC                     | 34,43 mln         |
| 89. | 26 lutego 2017    | Moonlight                          | Jimmy Kimmel                                                                  | Dolby Theatre, Los Angeles                                           | ABC                     | 33,00 mln         |
| 90. | 4 marca 2018      | Kształt wody                       | Jimmy Kimmel                                                                  | Dolby Theatre, Los Angeles                                           | ABC                     | 26,62 mln         |
| 91. | 24 lutego 2019    | Green Book                         | —                                                                             | Dolby Theatre, Los Angeles                                           | ABC                     | 29,56 mln         |
| 92. | 9 lutego 2020     | Parasite                           | —                                                                             | Dolby Theatre, Los Angeles                                           | ABC                     | 23,64 mln         |
| 93. | 25 kwietnia 2021  | Nomadland                          | —                                                                             | Union Station, Los Angeles                                           | ABC                     | 10,40 mln         |
| 94. | 27 marca 2022     | CODA                               | Regina Hall Amy Schumer Wanda Sykes                                           | Dolby Theatre, Los Angeles                                           | ABC                     | 16,62 mln         |
| 95. | 12 marca 2023     | Wszystko wszędzie naraz            | Jimmy Kimmel                                                                  | Dolby Theatre, Los Angeles                                           | ABC                     | 18,75 mln         |
| 96. | 10 marca 2024     | Oppenheimer                        | Jimmy Kimmel                                                                  | Dolby Theatre, Los Angeles                                           | ABC                     | 19,49 mln         |
| 97. | 2 marca 2025      | Anora                              | Conan O’Brien                                                                 | Dolby Theatre, Los Angeles                                           | ABC                     | 19,69 mln         |
| 98. | 15 marca 2026     | TBA                                | Conan O’Brien                                                                 | Dolby Theatre, Los Angeles                                           | ABC                     | TBA               |